# العهد والميثاق في البهائية

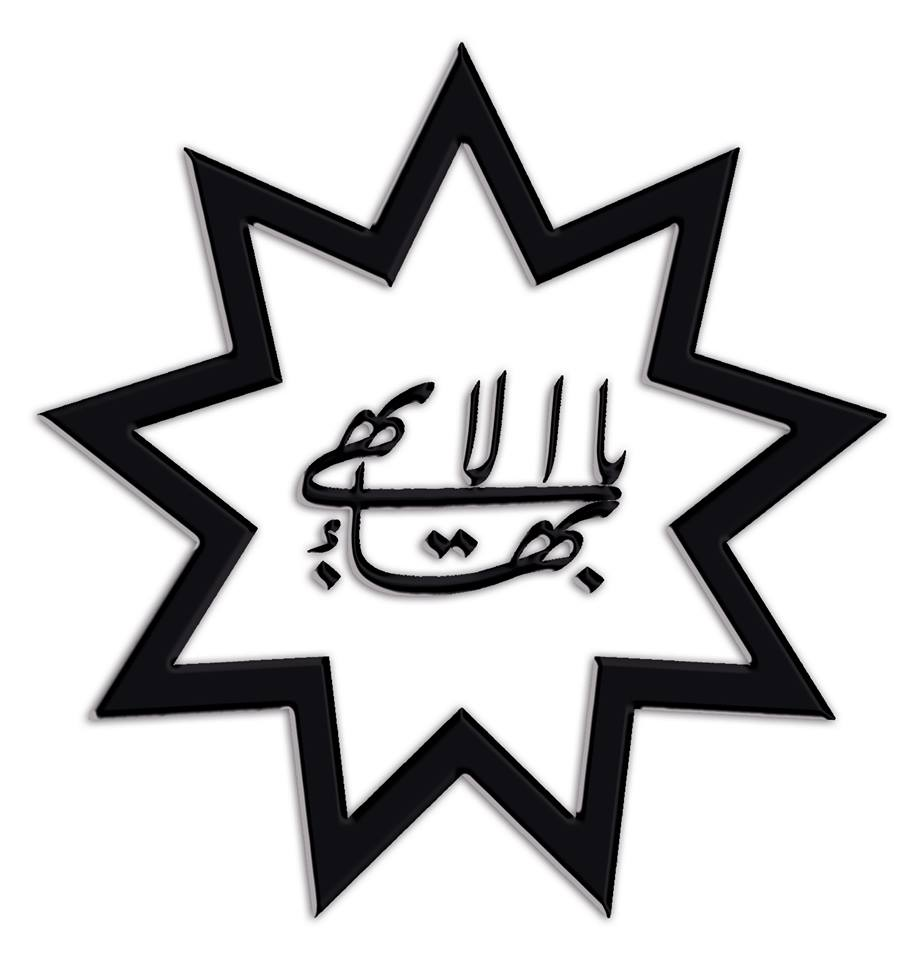
الاسم الأعظم - من أهم الرموز في البهائية

العهد هو اتفاقٌ بين أفرادٍ أو جماعاتٍ يربط الطرفين معًا بقبول سلسلةٍ من المسؤوليات المتبادلة. مفهوم العهد في الأديان يشير إلى عهدٍ رمزيٍ بين الله وأتباع ذلك الدين. وقد أشارت الكتابات الدينية العالمية المقدسة إلى اتفاقيةٍ روحانيةٍ فيما بين الله والإنسانية. تشير كتابات بهاء الله إلى وجود اتفاقيتين متلازمتين بين الله والإنسان. فهناك العهد العام أو العهد الأكبر، وفيه يعِد الله ألا يترك البشرية وشأنها وأن يرسل إرشاده باستمرارٍ، وتلتزم البشرية بدورها بطاعة تعاليم الله والعمل وفقًا لها متى أرسل الله رسالته. ويتم هذا العهد بين كل رسولٍ يأتي من عند الله وبين أتباعه فيما يتعلق بالتدبير التالي وتتابع الرسالة الإلهية. وهناك العهد الخاص أو العهد الأصغر، والذي يتعلق بالخلافة في الدين نفسه، حيث يحدّد كل نبيٍّ مسألة الخلافة والقيادة بعد وفاته، ويطلب من أتباعه اتباع الخليفة المعيّن.
أسس بهاء الله مبدأ العهد والميثاق للحفاظ على وحدة المجتمع البهائي، ومنع التحزب والانقسام. باعتقاد البهائيين، الغرض من العهد الخاص في البهائية، المعروف أيضًا باسم العهد الأصغر، هو الحفاظ على وحدة المجتمع، ومواصلة عملية الإرشاد وشرح معاني آثار وكتابات بهاء الله. ترك بهاء الله تعليماتٍ صريحةً، واضحةً، ومكتوبةً في وصيته "كتابُ عهدي" التي خطها بيده بخصوص مسؤولية قيادة المجتمع البهائي من بعده، وحولّه إلى ابنه الأكبر عبدالبهاء ليصبح مركزًا للعهد والميثاق. ثم انتقلت مسؤولية قيادة الجامعة البهائية عالميًا وجواز شرح وتوضيح كتابات وآثار بهاء الله بعد وفاة عبد البهاء إلى حفيده الأكبر شوقي أفندي، بحسب وصية عبد البهاء الخطية في «ألواح الوصايا». وأخيرًا، كما قرر بهاء الله، عهد بإدارة شؤون المجتمع إلى نظامٍ يتألف من المؤسسات المنتخبة، على رأسها بيت العدل الأعظم، الذي يعمل على أساس اتخاذ القرار الجماعي والتشاور. مبدأ العهد يتطلب من البهائيين البقاء مخلصين في جميع الأوقات للسلطة المخصصة لحكم المجتمع وتوجيهه. ووفقًا لهذا المبدأ، فإن رفض اتباع تلك السلطة تعني رفض بهاء الله بحد ذاته. مبادئ هذا النظام مدونةٌ في الكتابات البهائية؛ فقد سن أحكامه بهاء الله، ورسم معالمه عبد البهاء، ووضع تفاصيله موضع التنفيذ شوقي افندي؛ ويُعرف هذا النظام بأكمله بـ النظم الإداري البديع.
ليس في الدين البهائي نظام كهنةٍ أو رجال دينٍ من أي نوعٍ، وبدل ذلك، يُدير الجامعة البهائية سلسلةٌ من السلطة المباشرة ابتداءً من الباب، إلى بهاء الله، وعبد البهاء، وشوقي أفندي، وانتهاءً ببيت العدل الأعظم الذي تنتخبه انتخابًا ديموقراطيًا المؤسسات المركزية القائمة في الجامعة البهائية في أنحاء العالم. يُعدّ هذا الميثاق الأساس المتين الذي يقوم عليه تطوير دين الله في المستقبل، ولا يعتبره البهائيون مجرّد اتفاقيةٍ مبرمةٍ ملزمةٍ، بل تلك القوة الروحية التي ستصون وحدة الجامعة البهائية، وتحقق في النهاية وحدة العالم الإنساني قاطبةً.

## العهد والميثاق العام
يشير العهد الأكبر إلى العهد المبرم بين كل رسولٍ من رسل الله وأتباعه فيما يتعلق بمجئ الرسول الذي يليه من عند الله. ووفقًا لبهاء الله، فقد وعد الله بأنه سيرسل سلسلةً من الرسل من بعده لتعليم وهداية البشرية. في البهائية، يُنظر إلى هذا العهد على أنه نبوءة ذُكِرت في الكتاب المقدس لكل دينٍ، وقد تنبأ كل مظهرٍ من مظاهر الله، مثل إبراهيم وموسى وعيسى ومحمد والباب وبهاء الله بالظهور التالي. وفي المقابل، يُنظر إلى أتباع كل دينٍ على أنهم ملزمون بالتحقق من صحة ادعاءات الذي يلي من بعد، فليس كل من يدّعي النبوة هو نبيٌ أو صاحب رسالةٍ.

### مظاهر الظهور الإلهي
تُصرّح التعاليم البهائية أن الهدف من الحياة على الأرض هو عرفان الله وعبادته. وكما وضّح بهاء الله في آثاره الكتابية، أن معرفة الله هو أبعد من الإدراك البشري، فهو الغيب المنيع الذي لا يُحدّ، ولا يمكن للمحدود إدراك غير المحدود. ويمكن للبشر الحصول على بعض المعرفة عن الله عن طريق التأمل في العالم المادي الذي يعبّر عن بعض صفات الله، كما ذكر بهاء الله: "تجلى الله في كينونة كل شئٍ باسمٍ من الأسماء، وأشرق عليها بصفةٍ من الصفات". وبدراسة الطبيعة يمكن للإنسان معرفة شئٍ عن الله. ولكن يبقى أفضل سبيلٍ للوصول إلى معرفة الله عن طريق مؤسسي الأديان العالمية، فهم لا ينقلون التعاليم الإلهية إلى الإنسانية فحسب، وإنما يُظهرون في أنفسهم وبشكلٍ كاملٍ الصفات الإلهية، لذا يُطلق عليهم في الكتابات البهائية اسم "مظاهر الظهور الإلهي"، فهم كالمرايا الصافية التي تعكس نور الله على البشرية. وهم خلقه وليسوا من جوهره، إلا أنهم يعكسون صفاته كما تعكس المرآة نور الشمس. هؤلاء المظاهر الإلهية هم مؤسسو الأديان السماوية. والهدف من هذه الأديان أن تكون وسيلةً لتهذيب وتنمية الفرد الروحاني من ناحيةٍ، وتحويل حياة المجتمع الإنساني بمجملها من ناحيةٍ أخرى. حسب الآثار البهائية، الغاية من الدين هي اكتساب الفضائل الممدوحة، وتحسين الأخلاق، وتنمية البشرية تنميةً روحانيةً، والوصول إلى الحياة الحقيقية، واكتساب المواهب الإلهية.
عبر التاريخ، أرسل الله للبشرية سلسلةً من المربيين الإلهيين والذين أُطلق عليهم مظاهر الظهور الإلهي في كتابات بهاء الله. وقد أرست تعاليمهم الأساس لتقدم الحضارة في فتراتٍ مختلفةٍ من التاريخ. من بين هذه المظاهر نذكر إبراهيم وكريشنا وزرادشت وموسى وبوذا وعيسى ومحمد وباب وبهاء الله. باعتقاد البهائيين، يُعتبر بهاء الله الأحدث بين هؤلاء الرسل. يصرّح بهاء الله بأن أصل جميع ديانات الكون واحدٌ، وأن الأديان المختلفة هي في الواقع أجزاءٌ متتاليةٌ من الدين الإلهي الواحد. لذا، سيأتي رُسلٌ آخرون في المستقبل، لكن ليس قبل اكتمال ألف عامٍ.

### استمرارية الهداية الإلهية وتتابع الرسالات
استمرارية الهداية الإلهية هي أحد التعاليم الأساسية في الدين البهائي. هذا التعليم هو تذكيرٌ بأن الله أمينٌ لعهده العام. وفقًا للعقيدة البهائية، يرسل الله دائمًا الأنبياء والمرسلين للبشرية في عمليةٍ تدريجيةٍ وتطوريةٍ مع تعاليم تقدمية ومناسبة لذلك الوقت، يقدمون التعاليم والإرشادات اللازمة لتطور الإنسان الاجتماعي والروحي، والنهوض بقدراته ومسؤولياته، بما يتناسب مع حالة الزمان والمكان التي يظهر فيه. فالله يتجلّى في هذا العالم من خلال ظهور رسله وأنبيائه تترًا في دوراتٍ لرسالاتٍ متعاقبةٍ، من خلال عمليةٍ مستمرةٍ وتدريجيةٍ. ضمن هذا المفهوم، يتم تقديم الحقيقة والتعاليم الدينية تدريجيًا بما يتناسب مع القدرة الروحية للبشر في كل نقطةٍ ومرحلةٍ من التاريخ. فالأديان مترابطة مع بعضها كحلقاتٍ في سلسلةٍ مترابطةٍ؛ فهي عملية تعاقب الرسالات الآخذة في التطور، ومع ظهور أي دينٍ، يتم إحياء «الحقائق الأبدية» (المبادئ الروحية والأخلاقية) التي أغفلها أتباع الدين السابق مع مرور الوقت وتمسكهم بالتقاليد التي أبعدتهم عن حقيقة الدين. من هذا المنطلق، يمكن تشبيه الظهور المتعاقب للأديان بقدوم الربيع؛ فمع قدوم كل ربيعٍ يعمّ الوجود طاقةٌ وحيويةٌ جديدةٌ مزدهرةٌ لتحلّ محلّ برودة وموت الطبيعة في الشتاء السابق. في تعاليم بهاء الله، الحقائق الدينية نسبيةٌ وآخذةٌ في التطور، مما يعني أن التعاليم الدينية تتغير من خلال الظهور المستمر للأديان بتعاقبٍ يواكب العصر وتطوّر فهم الإنسان. والغرض من ظهور المرسلين والأنبياء هو ظهور النعم والبركات الإلهية، والرقي الروحي للإنسان من أجل سمو روحه وترقيها في هذا العالم وإعداده للعالم الآخر.
ترجع الاختلافات بين الأديان في التعاليم الاجتماعية وأحكامها، والتي تختلف حسب تطور الإنسانية ودرجة النضج الاجتماعي والروحي للبشر، والظروف الخاصة للمجتمع الذي ظهر فيه ذلك الدين؛ فالتعاليم التي تصلح لمرحلةٍ من مراحل التطور لا تصلح لمرحلةٍ لاحقةٍ، مما يستدعي تعاليم جديدةٍ. وسببٌ آخر للاختلافات بين الأديان هو المفاهيم الخاطئة والتفسيرات التي تراكمت على مر القرون من قِبل أتباع الديانات، والتي شوّهت حقيقة ذلك الدين فيما بعد. لقد تطورت البشرية تدريجيًا، مستفيدةً من التوجيه الإلهي الذي يأتي إليها مع ظهور الأديان المتتالي، ووصلت إلى دوائر الوحدة الأكثر انتشارًا والتي تشمل الأسرة، والقبيلة، والمدينة، والأمة. وفقًا لهذا المفهوم، يؤمن البهائيون بالأصل الإلهي لجميع الديانات الرئيسية في العالم ويعتبرون الأديان مراحل مختلفةً لعمليةٍ تربويةٍ عظيمةٍ. يعتقد البهائيون أيضًا أن بهاء الله هو آخر مظاهر الوحي الإلهي لهذا الزمن، ، ولكنه ليس الأخير إطلاقًا، وأنه من خلال تعاليمه يمكن للإنسان أن يصل إلى مستوىً أعلىً من الوحدة والنضج الجماعي.

## العهد والميثاق الخاص
تقوم في الدين البهائي رابطةٌ مقدسةٌ بين مظهر الله وأتباعه. ونصّ بهاء الله في وصيته «كتاب عهدي» ميثاقًا يتكون من تعليمات بهاء الله ونصائحه لأتباعه كتبه بخط يده في أواخر أيام حياته، وأمرهم فيه أن يتوجهوا من بعده إلى ابنه الأكبر عبد البهاء للهداية والإرشاد. وبذلك أصبح عبد البهاء وليًا للدين البهائي وهو الوحيد الذي أنيطت به صلاحية ومسؤولية تفسير نصوص وكتابات بهاء الله. يُعدّ هذا الميثاق الأساس المتين الذي يقوم عليه تطوير دين الله في المستقبل، ولا يعتبره البهائيون مجرد اتفاقيةٍ مبرمةٍ ملزمةٍ، بل تلك القوة الروحية التي ستصون وحدة الجامعة البهائية وتحقق في النهاية وحدة العالم الإنساني قاطبةً، إذ يُعدّ الأساس المتين الذي يقوم عليه تطوير الدين في المستقبل. لم يُعيّن بهاء الله خليفته المختار فحسب، بل جعله مركز عهده وميثاقه ومحوره. ليس في الدين البهائي نظام كهنةٍ أو رجال دينٍ من أي نوعٍ، وبدل ذلك، يُدير الجامعة البهائية سلسلةٌ من السلطة المباشرة ابتداءً من الباب، إلى بهاء الله، وعبد البهاء، وشوقي أفندي، وانتهاءً ببيت العدل الأعظم الذي تنتخبه انتخابًا ديموقراطيًا المؤسسات المركزية القائمة في الجامعة البهائية في أنحاء العالم.
مع وفاة بهاء الله، دخل الدين البهائي مرحلةً في تطوره كانت إيذانًا بظهور ما يعتبره البهائيون السمة المميزة لدينهم. كان هذا هو نقل بهاء الله الصريح للسلطة من أجل إنشاء نظامٍ مؤسسيٍ مصممٍ لتوجيه وحماية وتوسيع المجتمع البهائي الناشئ. وبسبب هذا النظام بشكلٍ أساسيٍ، أفلت الدين البهائي من الانقسام إلى طوائف. ويتم تشجيع جميع البهائيين على قراءة كتبهم المقدسة بأنفسهم والتوصل إلى فهمهم لها. إن ما يمنع الدين من التفتت إلى عددٍ كبيرٍ من الانقسامات هو الولاء المتوقع من كل بهائيٍ لرأس الدين، وهو في الوقت الحاضر المجلس المنتخب دوليًا والذي يُسمى ببيت العدل الأعظم. في حين أن جميع البهائيين يمكن أن يكون لديهم فهمهم الخاص لنصوصهم المقدسة، لا يُسمح لأحدٍ أن يدّعي أن فهمه موثوقٌ. بيت العدل الأعظم نفسه، بشكلٍ عامٍ، يجتنب عن الإدلاء بتصريحاتٍ لاهوتيةٍ، ويهتم بشكلٍ أساسيٍ باتخاذ القرارات الاستراتيجية والتنظيمية في الأمور التي تتعلق بإدارة الجامعة البهائية على مستوى العالم. ومع ذلك، قد تصدر أحكامًا في القضايا التي توجد فيها خلافاتٌ بين البهائيين، خاصةً إذا كانت تعتقد أن هناك خطر الانقسام. هذا الولاء لمركز الدين هو عقيدة العهد، وبالنسبة للبهائيين، فإن أكبر جريمةٍ روحيةٍ هي كسر العهد.
نظرًا لأهمية العهد والميثاق في البهائية وتجنب الانشقاق في الدين، تم توثيق نقل السلطة بشكلٍ واضحٍ جدًا في العقيدة البهائية، لذا لا يوجد طوائف في الدين البهائي في الأساس. تم طرد عدد قليل من الأفراد والجماعات من تبعية الدين بسبب انتهاك ميثاقها، لكن الباحثين لا يعتبرون هذه المجموعات طوائف؛ فهي صغيرةٌ للغاية، وتمثل إجمالًا مئات الأفراد، وليس لهم حياة جماعية وممارسات دينية مشتركة، وغالبًا سريعة الزوال.

### أهداف العهد والميثاق
يُعدّ منع الطائفية والحفاظ على تماسك ووحدة الجامعة البهائية من أهم أهداف العهد والميثاق. وقد صرّح بهاء الله في وصيته (كتابُ عهدي) أنه بعد إعلان خلافة عبد البهاء وتأسيس العهد والميثاق يكون الغرض من الدين الإلهي هو خلق المحبة والوحدة، ويحذّر أتباعه أن يصبحوا سببًا للفتنة أو العداء. ويمنع العهد والميثاق على وجه التحديد وقوع مثل هذا الحدث. بالإضافة إلى ذلك، فإن دور العهد بصفته ضامنًا لوحدة البهائيين مرتبطٌ ارتباطًا وثيقًا بوحدة العالم، والتي هي الهدف السامي لرسالة بهاء الله، فإن لم تتحد الجامعة البهائية فإنها فلن تكون قادرةً على المساهمة في وحدة العالم وتحقيق السلام عالميًا.

### وثائق العهد والميثاق
لقد صرّح بهاء الله بصورةٍ رسميةٍ وصريحةٍ في وصيته «كتابُ عهدي» الذي كتبه بخط يده، وكذلك ذكر بصورةٍ واضحةٍ في «الكتاب الأقدس» خلافة ابنه الأكبر عبد البهاء له، وطلب من البهائيين أن يتبعوه بعد وفاته. وقد سبق له أن أشار بصورةٍ واضحةٍ إلى عبد البهاء أيضًا في كتاباتٍ أخرى، مثل «سورة الغصن» التي كتبها أثناء نفيه في أدرنة، و «لوح أرض الباء» الذي كتبه في سجن عكا، ومنح عبد البهاء الحق الحصري في شرح كتاباته وتعاليمه وأحكامه، وتوضيح مسائل الغموض والاختلاف الواردة للبهائيين. وتنصّ هذه الوثائق أيضًا صراحةً على وجوب الاعتراف بعبد البهاء كنموذجٍ كاملٍ لتحقيق التعاليم البهائية والمثل الأعلى لتطبيق تعاليم بهاء الله.
ثم انتقلت مسؤولية قيادة الجامعة البهائية عالميًا وجواز شرح وتوضيح كتابات وآثار بهاء الله بعد وفاة عبد البهاء إلى حفيده الأكبر شوقي أفندي، بحسب وصية عبد البهاء الخطية في «ألوالح الوصايا». في هذه الوثيقة، يؤكد عبد البهاء أيضًا على تشكيل بيت العدل الأعظم مستقبلًا، والذي تم ذكره كأعلى هيئةٍ تشريعيةٍ في كتابات بهاء الله، ويوضّح عبد البهاء كيف يتم انتخابه من قبل المحافل المركزية. ويذكر شوقي أفندي بأن ألواح الوصايا تعتبر وثيقةً لتشكيل النظام الإداري البهائي. وبعد وفاة عبد البهاء شرح شوقي أفندي العديد من التفاصيل حول هذا النظام الإداري وتم تنفيذه.

## مرکز العهد والمیثاق

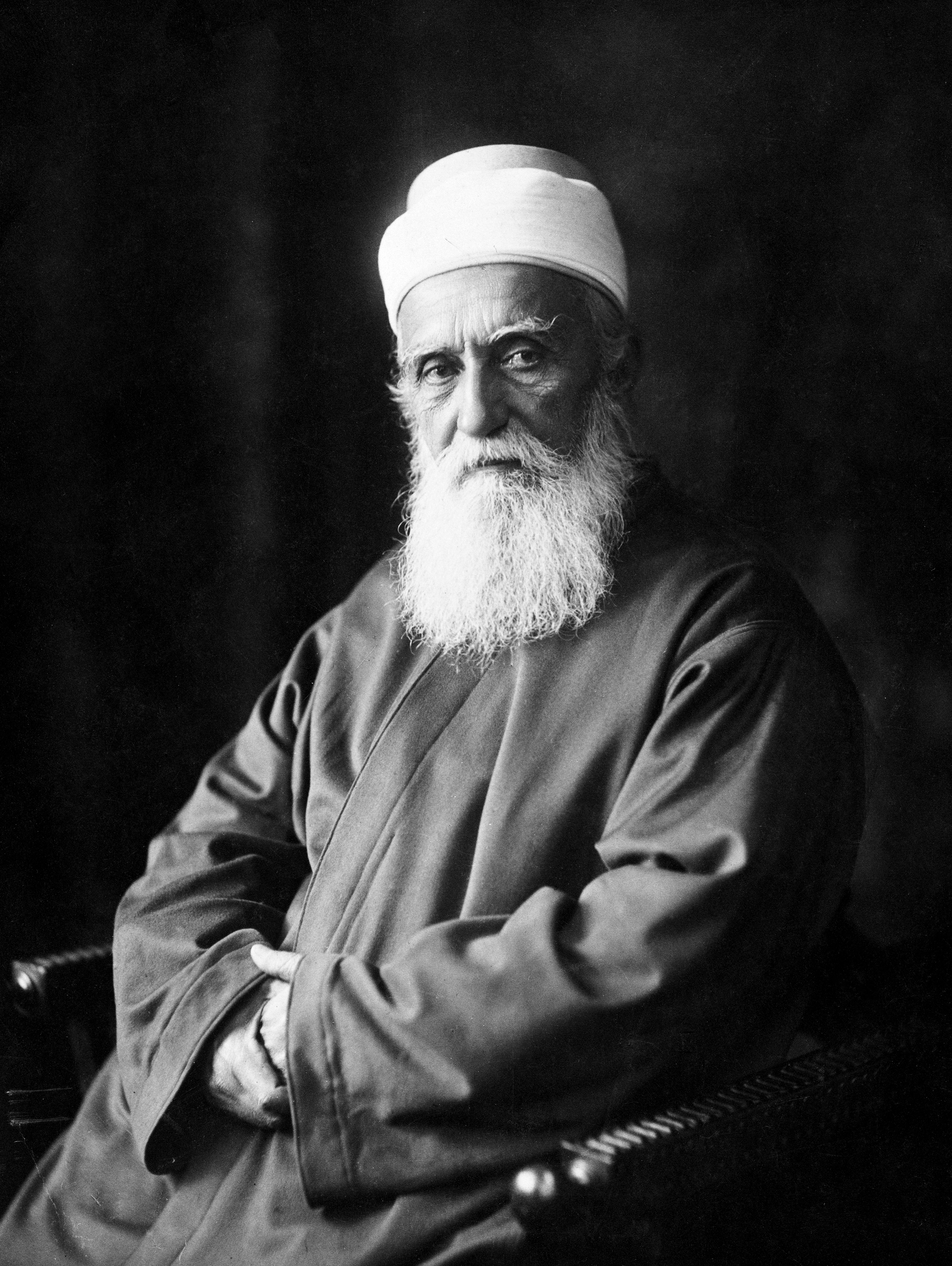
عبدالبهاء - مركز العهد والميثاق في البهائية

يُعرف عبد البهاء في الديانة البهائية بـ «مركز العهد والميثاق». عيّنه والده خليفةً له بعد وفاته، وكذلك هو الشخص المخوّل لتفسير وتبيين آثار بهاء الله، كما ذكر في الكتاب الأقدس وفي وصيته «كتابُ عهدي». بعد وفاة بهاء الله، تولّى إدارة الجامعة البهائية في السنوات ما بين 1892م و1921م. قاد الجامعة البهائية خلال فترةٍ صعبةٍ وحساسةٍ للغاية، فغالبًا ما تتعرض الحركات الدينية للتحدي بعد وفاة الرسول ومؤسس الدين، وتواجه خطر الانفصال والانحراف عن تعاليمها الأساسية. في هذا الصدد، استطاع عبد البهاء، رغم التهديدات الخطيرة والصعوبات التي واجهها، أن يحافظ على وحدة هذا الدين ومبادئه الأساسية، ويمنع الانقسامات والانشقاقات العقائدية والطائفية داخله. يعتبر البهائيون عبد البهاء هو المفسّر الرسمي لكتابات وآثار بهاء الله، وهو المثل الأعلى لتعاليم بهاء الله، ومهندس النظام الإداري البديع الذي وضعه بهاء الله.